# Vignoble de l'Arkansas
Le vignoble de l'Arkansas produit un vin élaboré à partir de raisins cultivés dans l'état américain de l'Arkansas.
Beaucoup de ces vins sont issus de cépages européens traditionnels du groupe Vitis vinifera, tels que le cabernet sauvignon, le chardonnay, le pinot noir et le riesling. L'Arkansas produit également du vin à partir de ses cépages autochtones, la cynthiana (en) et la muscadine.

## Histoire
L'implantation de vignes dans l'Arkansas remonte aux premiers colons catholiques français et la vinification commerciale a commencé dans les années 1870, avec des colons allemands et suisses venus à Altus, dans l'Arkansas, où le climat était propice à la culture du raisin. L'un de ces colons était Jacob Post, qui a émigré dans la région en 1872 et ses descendants sont des vignerons depuis six générations. Les quatre plus anciens établissements vinicoles de l'état (Wiederkehr, Post, Mount Bethel et Cowie) sont tous situés à Altus. Dans le passé, l'Arkansas comptait 160 établissements vinicoles et produisait plus de vin et de raisins que tout autre état. La prohibition aux Etats-Unis a réduit le nombre des domaines vinicoles à quelques-uns seulement, et environ la moitié des comtés de l'Arkansas ne comptent plus de domaines en activité.

## La vinification en Arkansas aujourd'hui
Il y a au moins quatorze établissements vinicoles répertoriés dans l'Arkansas, et l'état compte trois zones viticoles américaines. L'Université de l'Arkansas collabore avec la famille Post depuis près d'un siècle pour développer de nouveaux raisins et une technologie de récolte. John Clark, professeur d'horticulture à l'Université de l'Arkansas, travaille depuis 20 ans sur des raisins capables de résister aux problèmes naturels de l'Arkansas, tels qu'une forte humidité.

## Vignoble

### Climat
L'Arkansas a un climat subtropical humide, généralement doux en hiver, mais avec des vagues de froid possibles, et des étés chauds et humides.

### Cépages utilisés
Les principaux cépages utilisés sont :
- Noirs
  - Cabernet sauvignon ;
  - Catawba ;
  - Concord ;
  - Merlot ;
  - Muscadine ;
  - Norton (en) (syn. cynthiana) ;
- Blancs
  - Chardonnay ;
  - Edelweiss (en) ;
  - Müller-thurgau ;
  - Niagara (en) ;
  - Scheurebe ;
  - Verdelet (de) ;
  - Vidal blanc ;
  - Vignoles (en).

## Les régions vinicoles d'Arkansas

### Altus AVA
Cette région viticole est située dans la vallée de la rivière Arkansas, près de la ville d'Altus, dans le comté de Franklin. Elle est intégralement enclavée dans la région viticole des Arkansas Mountain AVA. Du fait de la proximité de la rivière, une partie du terroir est graveleux et limoneux. La région viticole compte actuellement 5 domaines, pour une production de près de 4 millions de litres.

### Arkansas mountain AVA
Cette région viticole est située dans les Monts Ozarks, du nord-ouest de l'Arkansas. Elle fait partie de la plus grande région viticole des Ozark Mountain, qui comprend également des régions du Missouri et de l'Oklahoma. L'AVA d'Arkansas Mountain s'étend sur 1 165 000 ha, ce qui en fait le neuvième plus grande région viticole américaine en 2008.

### Ozark mountains AVA
Cette région viticole s'étend sur plusieurs états : l'Arkansas, le Missouri et l'Oklahoma.

## Voir également